# Супер Сан (футбольний клуб)
Спортивний клуб Супер Сан або просто «Супер Сан» (англ. Sri Lanka Air Force Sports Club) — ланкійський футбольний клуб з міста Берувала, в окрузі Калутара. Виступає у Прем'єр-лізі Шрі-Ланки, найвищому футбольному дивізіоні країни.

## Історія
Спортивний клуб «Супер Сан» було засновано 1984 року в місті Берувала. У 2011 році клуб було перезасновано. До 2011 року виступав у Другому дивізіоні чемпіонату країни. У сезоні 2010/11 років брав участь у Дивізіоні 1. З 2012 року — учасник Прем'єр-ліги.

## Стадіон
Домашні поєдинки проводить на стадіоні «Захіра Коледж Граунд» у Дхара Таун, який вміщує 1000 уболівальників.